# Gedankenstrich-Krieg
Als Gedankenstrich-Krieg (tschechisch: pomlčková válka, slowakisch: pomlčková vojna) bezeichneten tschechische und slowakische Medien die Diskussion über die Namensgebung für die Tschechoslowakei nach dem Ende der kommunistischen Herrschaft. Verstärkt vom „Streit um das große oder kleine S/s“ begleitete er stellvertretend den Prozess der Teilung der Tschechoslowakei nach 1989 und endete am 1. Januar 1993 durch die Gründung zweier neuer Staaten – Tschechien und der Slowakei. Der Streit betraf sowohl den offiziellen Namen (die Langform) als auch die Kurzform der Landesbezeichnung. In diesem Streit manifestierte sich die lange Zeit unterdrückt scheinende Problematik des tschechischen Zentralismus und des slowakischen Strebens nach Selbstbestimmung.

## Hintergrund
Nach dem Zerfall des Systems 1989 blieb die offizielle Bezeichnung des Staates zunächst unverändert: Československá socialistická republika, abgekürzt ČSSR. Vorschläge, darunter von Präsident Václav Havel, das Wort sozialistisch einfach zu streichen, wurden konterkariert durch die Forderung slowakischer Vertreter, die Zweistaatlichkeit durch einen Bindestrich deutlich zu machen, also nicht Tschechoslowakei, sondern Tschecho-Slowakei, wie es bereits 1918–1920 gelegentlich verwendet wurde und dann auch nach dem Münchner Abkommen vom Herbst 1938 bis März 1939, als die Slowakei und Karpatenrussland Autonomie innerhalb der Tschechoslowakei erlangten.

## Versuchte Lösungswege

### Verschiedene Schreibweisen
Namen wie Republika Česko-Slovensko, Federace Česko-Slovensko, Federace České a Slovenské republiky, Česká a Slovenská federativní republika usw. wurden vorgeschlagen. Der waagerechte Strich, ein Vorschlag des damaligen Präsidenten Václav Havel, verursachte jedoch heftige Diskussionen im Parlament sowie in der Presse. Während diese Lösung von slowakischen Parlamentariern unterstützt wurde und der Strich grammatikalisch als ein Bindestrich (tschechisch wie slowakisch „spojovník“) wie in ähnlichen geographischen Namen verstanden wurde, wurde dieser Strich in Tschechien abgelehnt, weil man darin (fälschlicherweise) einen Gedankenstrich (tschechisch wie slowakisch „pomlčka“) sah, was im Tschechischen auch als Trennstrich interpretiert werden kann; einige tschechische Abgeordnete sahen darin gar eine „Beleidigung der tschechischen Nation“. Die Diskussion darüber wurde häufig auf die Frage reduziert, ob man beide Nationen verbinden oder trennen sollte – also auf die Frage nach der Selbstbestimmung und dem Separatismus. Die Slowaken unterstrichen, dass beide föderalen Teile verbunden werden sollten, während die Tschechen unter anderem historische Vergleiche anstellten: Einen Strich in der Bezeichnung gab es bereits 1938/1939, kurz bevor die Slowakei unter Hitlers Schutz einen eigenen Staat – den Slowakischen Staat – gründete und die restlichen böhmischen Länder vom nationalsozialistischen Deutschen Reich besetzt und diesem daraufhin als Protektorat Böhmen und Mähren angeschlossen wurden.

### Verfassungsänderung
Schließlich wurde durch das Verfassungsgesetz 81/1990 vom 29. März 1990 die Bezeichnung Československá federativní republika eingeführt, und es wurde gleichzeitig beschlossen, dass die slowakische Bezeichnung Česko-slovenská federatívna republika umgehend in einem zu erlassenden Gesetz geregelt werden sollte.
Zu diesem Zeitpunkt zeichnete sich jedoch ein weiteres Problem ab – der „Streit um das große S“. Sowohl nach der tschechischen als auch der slowakischen Rechtschreibung wird nur der erste Buchstabe eines mehrgliedrigen Eigennamens groß geschrieben, alle anderen (auch von Eigennamen abgeleitete Adjektive) dann klein. Im Rahmen der Gleichberechtigung verlangten jedoch die slowakischen Abgeordneten ein großes S für slowakisch, was beiden Rechtschreibungen widersprach und bei den meisten tschechischen Abgeordneten auf Widerstand stieß. Deshalb wurde ein Kompromiss gefunden: Am 20. April 1990 wurde das Verfassungsgesetz 101/1990 angenommen (in Kraft getreten am 23. April 1990), wonach der Staat  mit den gleichberechtigten Varianten Česká a Slovenská Federativní Republika (tschechisch) und Česká a Slovenská Federatívna Republika (slowakisch) heißen sollte. Diese Bezeichnung war nicht rechtschreibkonform (kleines s, f sowie r wären richtig); man wahrte jedoch wegen des großen S eine gewisse Einheitlichkeit und entledigte sich des Problems. In der amtlichen Regelung der (slowakischen) Rechtschreibung steht dieser Name bis heute explizit als Ausnahmefall.
Die seit 1990 verwendete Kurzform des Landesnamens unterschied sich in den beiden Sprachen: Sie lautete Tschechoslowakei (Československo) in Tschechien und Tschecho-Slowakei (Česko-Slovensko) in der Slowakei – hier allerdings rückwirkend für die gesamte Zeit nach 1918, auch wenn die Zusammenschreibung selbst nach slowakischen Gesetzen zum gegebenen Zeitpunkt richtig war.

## Konsequenzen
Trotz diverser Auseinandersetzungen (es ist ein Hungerstreik für den Bindestrich bekannt geworden, es tauchten Vorschläge auf, die auch Mähren u. a. in den Namen einbeziehen wollten) ist es bemerkenswert, dass die Presse mehrheitlich versöhnlich agierte und teils heftige Kritik an der „Kleinkariertheit“ der Politiker übte. Es meldeten sich Stimmen, die zum Beispiel auf Parallelen wie Belgien verwiesen und auf die Existenz anderer Nationalitäten hinwiesen, vor allem aber den aufkeimenden Nationalismus und Borniertheit in der Politik kritisierten.